# Elaphoglossum lalitae
Elaphoglossum lalitae là một loài thực vật có mạch trong họ Lomariopsidaceae. Loài này được L.D. Gómez mô tả khoa học đầu tiên năm 1986.